# Якамара-куцохвіст
Якамара-куцохвіст (Galbalcyrhynchus) — рід дятлоподібних птахів родини якамарових (Galbulidae).

## Поширення
Представники роду поширені у західній частині басейну Амазонки. Живе у тропічних дощових низовинних лісах на заході Бразилії, в Колумбії, Перу, Еквадорі та на півночі Болівії.

## Види
Рід включає два види:
- Galbalcyrhynchus leucotis — якамара-куцохвіст колумбійська
- Galbalcyrhynchus purusianus — якамара-куцохвіст каштанова